# Амнезія Муна
Амнезія  Муна (англ. «Amnesia Moon») — науково-фантастичний роман Джонатана Летема 1995 року. Летем адаптував роман з кількох неопублікованих оповідань, які він написав, і все про катастрофічні, апокаліптичні події. Коли Tor Books опублікував друге видання в 1996 році, вони доручили Майклу Кельшу проілюструвати нову обкладинку; Кельш раніше проілюстрував обкладинку попередньої книги Летема Пістолет з оригінальною музикою (англ. «Gun, з Occasional Music»).  

## Стислий сюжет
Головний герой — фахівець із виживання на ім’я Хаос, який живе в покинутому мегаплексі у Вайомінгу після очевидного ядерного удару . Мешканці його міста Хатфорк покладаються на зловісну месіанську фігуру на ім’я Келлог у забезпеченні продуктами харчування. Келлог також має потужні сни, які він передає в уми інших. Розум Хаоса особливо сприйнятливий, тому він не бажає спати, щоб жити своїм життям, а не підкорятися чужим снам.
Пізніше з'ясовується справжнє ім'я Хаоса і це ім’я — Еверетт Мун, загалом він користується різними іменами залежно від того, де він знаходиться. Роман грає з кількома іншими антиутопічними та постапокаліптичними установками. Одну територію вкриває густий зелений туман, за винятком ексклюзивної приватної школи. Вакавіль, штат Каліфорнія, перейшов на соціальну систему, засновану на удачі, доведену до тоталітарних крайнощів. Згодом виявляється що Мун сам продукує сни, які бачать навколишні мешканці на великій відстані і поступово намгається подолати свою амнезію під час подорожі на захід, зокрема до Каліфорнії.
Амнезія Муна безсумніви вшановує Філіпа К. Діка та має відсилання до його творчості. Під час сцени вечірки один гість описує битву волі у Вест-Маріні, а інший цитує мешканця Вест-Маріна на ім’я «Хоппінгтон», обидва посилаються на «Доктора Бладмані, або Як ми порозумілися після бомби» Діка . Вакавіль нагадує «Сонячну лотерею Діка», де суспільство також засноване на випадковості. Коли Мун і Мелінда досягають Сан-Франциско, галюциногенні наркотики відіграють роль у зміненому сприйнятті, що забезпечує доступ до інших персонажів у цьому світі, як у «Трьох стигматах Палмера Елдріча» . В іншому місці стверджується, що зображені реалії відокремилися одна від одної, щоб забезпечити опір вторгненню іншопланетян, схожих на вулик, на Землю. Такі соліпсистичні світи нагадують ранній роман Діка «Око в небі» .
Єдиною постійною є ідея про те, що реальність формують могутні та харизматичні «сновидці». Причина розриву в реальностях і місце Хаосу/Місяця в цьому світі є об’єднавчою таємницею.

## Дивись також
- Імітована реальність